# Баттерфляй (мережа кінотеатрів)
Баттерфля́й або Butterfly — мережа кінотеатрів, засновником і власником якої є Віктор Юшковський.. Перший кінотеатр від мережі відкрили 14 вересня 2001 у Києві. Станом на 2018 рік мережа «Баттерфляй» налічує 4 кінотеатри в Києві, один в Броварах, один в Ходосівці та один в Гатному, разом в яких розміщується 34 екрани.

## Кінотеатри

### Київ
- Мультиплекс «Баттерфляй DeLuxe». Кількість екранів: 3 (два на 174 місця і один на 218[3]). Відкритий 21 квітня 2007 року.[4]
- Мультиплекс «Баттерфляй Ультрамарин». Кількість екранів: 6 (на 333, 226, 244, 244, 134 та 134 місць). Відкритий 24 грудня 2004 року.[5]
- Мультиплекс «Баттерфляй Космополіт». Кількість екранів: 7, (кожен по 136 місць). Відкритий у 2009 році.[6]
- Мультиплекс «Баттерфляй Кантрі». Кількість екранів: 4 (3 по 107 місць та 1 на 110 місць). Відкритий у 2011 році.[7]
- Мультиплекс «Баттерфляй Нивки». Кількість екранів: 4 (3 по 103 місця та 1 на 104 місця). Відкритий у 2018 році.[8]

### Бровари
- Мультиплекс «Баттерфляй Бровари». Кількість екранів: 4, (два на 214 місць та два на 150 місць). Відкритий 5 листопада 2005 року.[9][10] Розташований у приміщенні ТРЦ «Термінал».

### Гатне
- Мультиплекс «Баттерфляй Гатне». Кількість екранів: 5, (103 місця в кожному). Відкритий 1 вересня 2017 року.[11]

## Власники
Власником кінотеатральної мережі Баттерфляй є бізнесмен та власник мережі супермаркетів МегаМаркет Віктор Юшковський. За інформацією Kyiv Post, перші три кінотеатри мережі Butterfly були створені американцем Ромертом Кьоніґом, але він продав свою частку у 2005 році.